# 杨行镇
杨行镇是中國上海市宝山区下辖的一个镇，位于宝山区中部，东以泗塘河为界与友谊路街道、吴淞街道相邻，西接顾村、罗店镇，南隔薀藻浜与淞南镇、张庙街道相望，北依G1503与宝钢、月浦镇相邻。面积37.91平方公里。全镇户籍人口7.29万人，常住人口23.81万人（2021年）。

## 行政区划
2023年，全镇下辖的居委会及村委会有：杨泰一村一居委会、杨泰一村二居委会、杨泰二村一居委会、杨泰二村二居委会、杨泰三村一居委会、天馨花园第一居委会、宝杨路二零二一弄居委会、宝启花园一居委会、富锦苑居委会、城西居委会、宝启公寓居委会、富杨居委会、杨泰春城居委会、梅林居委会、宝地绿洲居委会、四季花城居委会、天馨花园第二居委会、友谊家园第一居委会、友谊家园第二居委会、康桥水都第一居委会、禄德嘉苑居委会、柏丽华庭居委会、同盛嘉园居委会、四季花城第二居委会、大黄馨园居委会、丽景翠庭居委会、杨鑫居委会、福地苑第一居委会、福地苑第二居委会、保集绿岛家园居委会、盛高香逸湾庭院居委会、飘鹰锦和花园居委会、春江美庐居委会
紫辰苑居委会、东方丽都居委会、宝虹水岸景苑居委会、友谊苑居委会、和家欣苑居委会、远洋悦庭居委会、海德花园居委会、绿地香颂居委会、和家欣苑第二居委会、中铁北宸居委会、宝悦华庭居委会、宝盘丽景苑居委会、东街村村委会、城西一村村委会、大黄村村委会、钱湾村村委会、杨北村村委会、苏家村村委会、北宗村村委会、西街村村委会、城西二村村委会、西浜村村委会、湄浦村村委会、桂家木村村委会、陈巷村村委会、三汀沟村村委会、杨东村村委会、泗塘村村委会

## 经济数据
2009年，全镇实现生产总值61.29亿元，同比增长7.6%；财政收入5.72亿元，外贸出口1.59亿美元。